# Hyphydrus linnavuorii
Hyphydrus linnavuorii är en skalbaggsart som beskrevs av Olof Biström 1982. Hyphydrus linnavuorii ingår i släktet Hyphydrus och familjen dykare. Inga underarter finns listade i Catalogue of Life.